# 参議院審議権尊重決議
参議院審議権尊重決議（さんぎいんしんぎけんそんちょうけつぎ）は、日本の国会決議の一つ。過去2件の可決例があり、いずれも正式な議案件名は「参議院の審議権尊重に関する決議」である。

## 概要
この決議は主に衆議院に向けて行われる参議院の決議である。参議院の審議によって決定された内容をそのまま衆議院でも反映させることを意図して行われる。

## 過去の例
1952年6月30日、第13回国会の第4回目の会期延長において会期日数幅が衆参で一致しなかった（衆議院は30日間、参議院は10日間）ため、衆議院の優越により衆議院が議決した30日間延長となったことを受け、尊重決議が参議院本会議で可決された。
2008年12月24日、第170回国会において野党が提出し参議院で可決された雇用対策関連法案が衆議院で否決され廃案となったことを受け、尊重決議が参議院本会議で可決された。